# Ischnochiton guatemalensis
Ischnochiton guatemalensis är en blötdjursart som beskrevs av Thiele 1910. Ischnochiton guatemalensis ingår i släktet Ischnochiton och familjen Ischnochitonidae. Inga underarter finns listade i Catalogue of Life.